# 오스뮴
오스뮴(←영어: Osmium 오즈미엄[*], 문화어: 오스미움←독일어: Osmium 오스미움[*])은 화학 원소로 기호는 Os(←라틴어: Osmium 오스미움[*]), 원자 번호는 76이다.

## 특징
오스뮴은 상온에서 청색을 띠는 고체 금속이다. 단단하고 부서지기 쉽다. 고온에서도 잘 부서져 가공하기 어렵고 녹는점도 백금족 원소들 중에서 가장 높기 때문에 융해하여 주조시키기도 어렵다. 천연에서 발견되는 밀도가 가장 큰 원소이다. 어원은 일부 오스뮴 화합물이 자극적인 냄새를 풍긴다고 하여 그리스어로 냄새를 뜻하는 Osme에서 유래하였다. 오스뮴 분말은 인체에 매우 해로우며 분말은 상온에서 서서히 산화되어 사산화 오스뮴(OsO4)이 된다. 그것은 상온에서 휘발하기 쉬워서, 강한 냄새와 독성이 있다. 대표적인 오스뮴 합금은 펜촉에 쓰이는 오스미리듐(Osmiridium)이다.

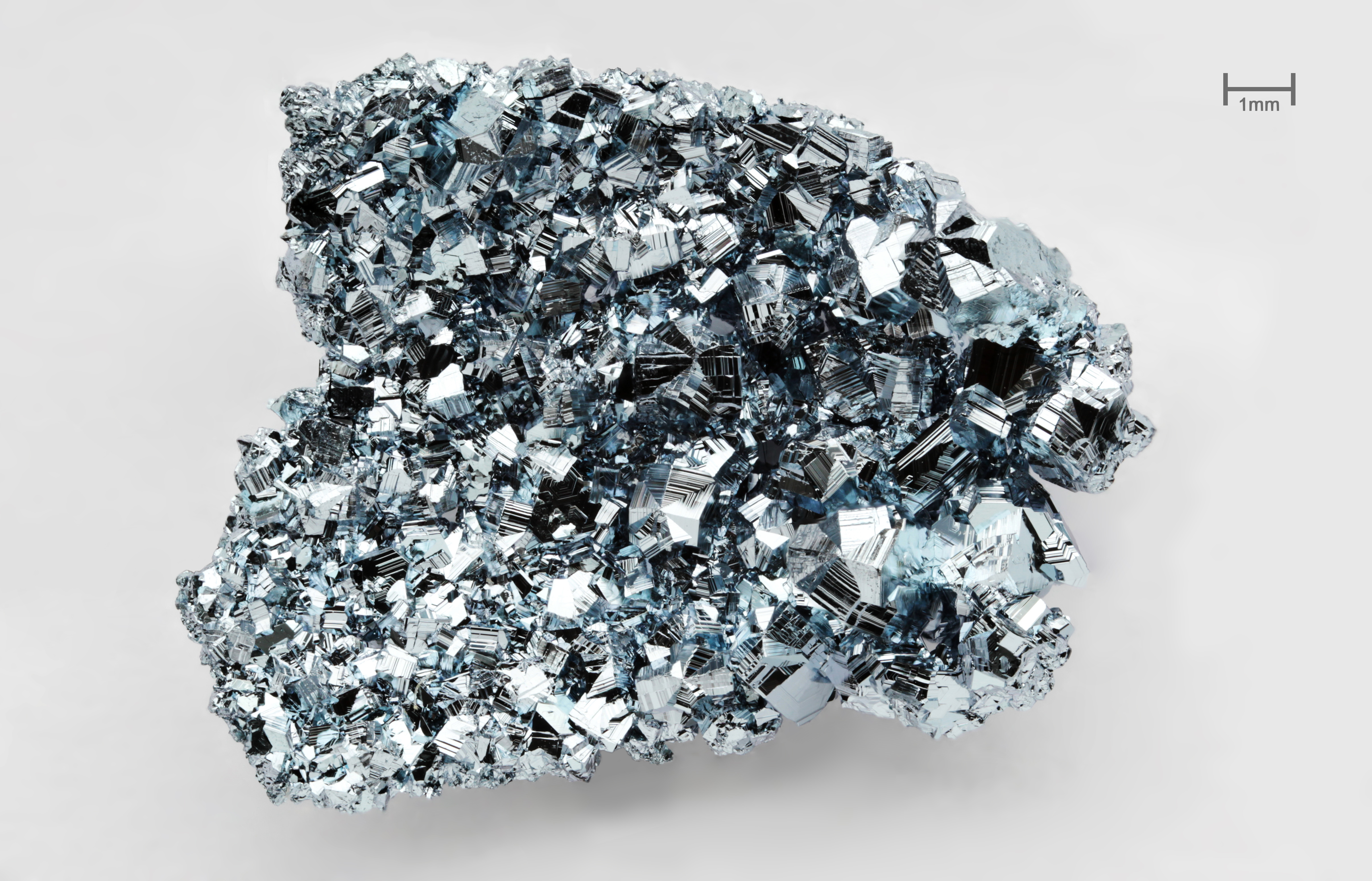
순도 99.99% 오스뮴 결정 2.2 g.